# Bluefish
Bluefish é um editor de texto livre criado em 1997 focado na edição de websites dinâmicos, que podem ser desenvolvidos em (entre outras) HTML, XHTML, CSS, XML, PHP, C, Javascript, Java, SQL, Perl, ColdFusion, JSP, Python, Ruby, e shell. 
Bluefish está disponível na maioria das plataformas, incluindo Linux, Solaris, Mac OS X, e Windows
Bluefish é software livre e é lançado com a licença GNU General Public License.

## História
Bluefish foi criado por Chris Mazuc e Olivier Sessink em 1997 para facilitar o desenvolvimento web de profissionais que usam a plataforma desktop Linux. Bluefish está em desenvolvimento desde então por um grupo de desenvolvedores web profissionais, liderados por Olivier Sessink.
O projeto teve diferentes nomes, inicialmente chamando-se Thtml editor que foi abandonado por ser muito críptico. Em seguida veio Prosite que também foi abandonado para evitar conflito com várias companhias de desenvolvimento web que usavam esse nome no contexto comercial em diversos países. O nome Bluefish foi finalmente escolhido após um desenho cativante de um peixe azul (feito a mão por uma criança) foi proposto na lista de e-mail para ser usado como logo. Então desde a versão 1.0 o logo original foi substituído por um novo, mais polido.

## Recursos
- Abre múltiplos documentos simultaneamente;
- Destaque de sintaxe;
- Fechamento automático de tags HTML e XML;
- Janela de pre-visualização;
- Suporte a SSI;
- Suporte a PHP;
- Suporte a validação HTML.

## Sintaxe suportada
- XML
- HTML
- XHTML
- CSS
- PHP
- Python
- C
- Java
- JavaScript
- JSP
- SQL
- Perl
- ColdFusion
- Pascal
- R
- GNU Octave/MATLAB